# Don Goodman
Don Goodman (født 9. maj 1966) er en tidligere engelsk fodboldspiller.